# Andreas Graeber
Andreas Graeber (* 16. Oktober 1952 in München) ist ein deutscher Althistoriker.
Andreas Graeber studierte Alte Geschichte, Neuere Geschichte, Klassische Archäologie, Ur- und Frühgeschichte sowie (Rechts)-Philosophie in München und Tübingen. In Tübingen wurde er Mitglied der Landsmannschaft Schottland. 1983 promovierte er in München bei Siegfried Lauffer zum Thema „Untersuchungen zum spätrömischen Korporationswesen“. Danach war Graeber bis 1987 wissenschaftlicher Mitarbeiter bei Roland Wittmann am Leopold-Wenger-Institut für Rechtsgeschichte in München. Außerdem war er 1984 bis 1987 als wissenschaftlicher Mitarbeiter am Deutschen Archäologischen Institut in Rom beschäftigt. Später folgte er Wittmann an die Europa-Universität Viadrina nach Frankfurt (Oder), wo er sich 1996/97 an der Kulturwissenschaftlichen Fakultät mit einer Arbeit zum Thema „Auctoritas patrum“ habilitierte. Von 1997 bis 2001 war er als Privatdozent, seit 2001 als Hochschuldozent an der Juristischen und Kulturwissenschaftlichen Fakultät in Frankfurt (Oder) tätig.
Graeber ist Beisitzer im Vorstand des AfD-Bezirksverbands Tempelhof-Schöneberg in Berlin.

## Schriften
- Untersuchungen zum spätrömischen Korporationswesen, Lang, Frankfurt am Main – Bern – New York 1983, ISBN 3-8204-7704-7.
- Herausgeber mit Hansjörg Kalcyk und Brigitte Gullath: Studien zur Alten Geschichte. S. Lauffer zum 70. Geburtstag am 4. August 1981 dargebracht von Freunden, Kollegen und Schülern (3 Bände), Bretschneider, Rom 1986, ISBN 88-85007-70-8.
- Auctoritas patrum. Formen und Wege der Senatsherrschaft zwischen Politik und Tradition, Springer, Berlin – Heidelberg – New York – Barcelona – Hongkong – London – Mailand – Paris – Singapur – Tokio 2001, ISBN 3-540-41698-6.

## Belege
1. ↑  Curriculum Vitae. In: Europa-Universität Viadrina. Europa-Universität Viadrina, Juli 2012, abgerufen am 7. April 2024.
2. ↑  admin: Bezirksvorstand. In: AfD Bezirksverband Tempelhof-Schöneberg. Abgerufen am 7. April 2024 (deutsch).

| Personendaten    | Personendaten           |
| ---------------- | ----------------------- |
| NAME             | Graeber, Andreas        |
| KURZBESCHREIBUNG | deutscher Althistoriker |
| GEBURTSDATUM     | 16. Oktober 1952        |
| GEBURTSORT       | München                 |